# Munly & the Lee Lewis Harlots
Albums de Jay Munly
Jimmy Carter Syndrome
(2002) Petr & the Wulf
(2010)
Munly & the Lee Lewis Harlots est le cinquième album de Jay Munly, réalisé en collaboration avec les Lee Lewis Harlots et sorti en France le 26 octobre 2004.

## Titres de l'album
1. Amen Corner - 4:00
2. Big Black Bull Comes Like a Caesar - 6:45
3. Old Service Road - 3:56
4. Another Song About Jesus, a Wedding Sheet, and a Bowie Knife - 5:39
5. Cassius Castrato the She-Male of the Men's Prison - 5:15
6. Ragin' Cajun - 4:21
7. Song Rebecca Calls, "That Birdcage Song," Which Never Was Though Now Kind of Is Because of Her Influence... - 6:13
8. Goose Walking Over My Grave - 5:41
9. The Leavening of the Spit-Bread Girls - 3:07
10. A Gentle Man's Jihad - 5:04
11. The Denver Boot Redux - 5:37
12. Of Silas Fauntleroy's Willingness to Influence the Panel - 3:35
13. Jacob Dumb - 4:41
14. My Second Salvation Army Choir - 5:38
15. River Forktine Tippecanoe - 7:28

L'album est accompagné d'un DVD.

## Musiciens
- Jay Munly (sous le nom de Munly, Munly)
- Paul Bradley
- Jeff Linsenmaier
- Lee Lewis Harlots : Elin Palmer, Frieda Stalheim, Rebecca Vera